# 옥갑
옥갑(沃甲)은 상나라의 16대 군주이다. 태어날 때의 이름은 자유(子逾)이다.
사마천의 사기에 의하면 형인 조신에 이어 상나라의 15대 군주가 되었다. 임인(壬寅)년에 즉위하였고 비(庇)를 수도로 삼았다. 재위 25년(죽서기년에는 20년)만에 사망하였다. 옥갑이라는 시호를 받았고 조카인 조정이 뒤를 이었다.
은허에서 발굴된 갑골문에 따르면 상나라의 14대 군주였고 강갑(羌甲)이라는 시호를 받았다.